# ثائر في حقل الشوفان (فلم)
ثائر في حقل الشوفان (بالإنجليزية: Rebel in the Rye) هو فيلم دراما وسيرة ذاتية أمريكي من كتابة وإخراج داني سترونغ، مقتبس من كتاب J. D. Salinger: A Life لكينيث سلاوينسكي، عن حياة الكاتب جيروم ديفيد سالينجر في شبابه خلال الحرب العالمية الثانية. الفيلم من بطولة نيكولاس هولت وزوي دويتش وكيفين سبيسي وسارة بولسون وبرايان جيمس وهوب ديفيس.

## روابط خارجية
- مقالات تستعمل روابط فنية بلا صلة مع ويكي بيانات